# 仁德院站
仁德院站（：／ Indeogwon yeok */?）是首都圈电铁4号线沿線的一座地下車站，位於韓國京畿道安養市東安區冠陽洞仁德院十字路口。未來京江線月串－板橋延伸段及廣域鐵道東灘－仁德院線通車後，將於本站與4號線交會轉乘。

## 車站結構
站體為2面2線側式月台的地下車站，候車月台設有月台幕門，並有8處出口。

### 月台配置
| ↑ 政府果川廳舍 |
| \| ２          |
| 坪村 ↓         |

| 月台 | 路線             | 目的地                     |
| ---- | ---------------- | -------------------------- |
| 1    | ●首都圈电铁4号线 | 舍堂、二村、蘆原、堂嶺方向 |
| 2    | ●首都圈电铁4号线 | 衿井、山本、烏耳島方向     |

## 歷史
- 1993年1月15日：果川線開通，落成啟用。
- 1994年4月1日：果川線延長段（南泰岭站－仁德院站）通車並編入首都圈电铁4号线，本站不再作為起終點站使用。
- 2009年12月1日：鐵道乘車券終端機拆去。
- 2011年6月1日：裝設月台門。

## 車站周邊
- 大隆科技城
- 首尔看守所
- 冠岳山
- 仁德院初等學校
- 仁德院中學
- 仁德院高校
- 仁德院韓方醫院
- 仁德院橋
- 仁德院綜合商街
- 仁德院樂天影城
- 儂特利仁德院站店
- 31冰淇淋仁德院站店

## 圖片

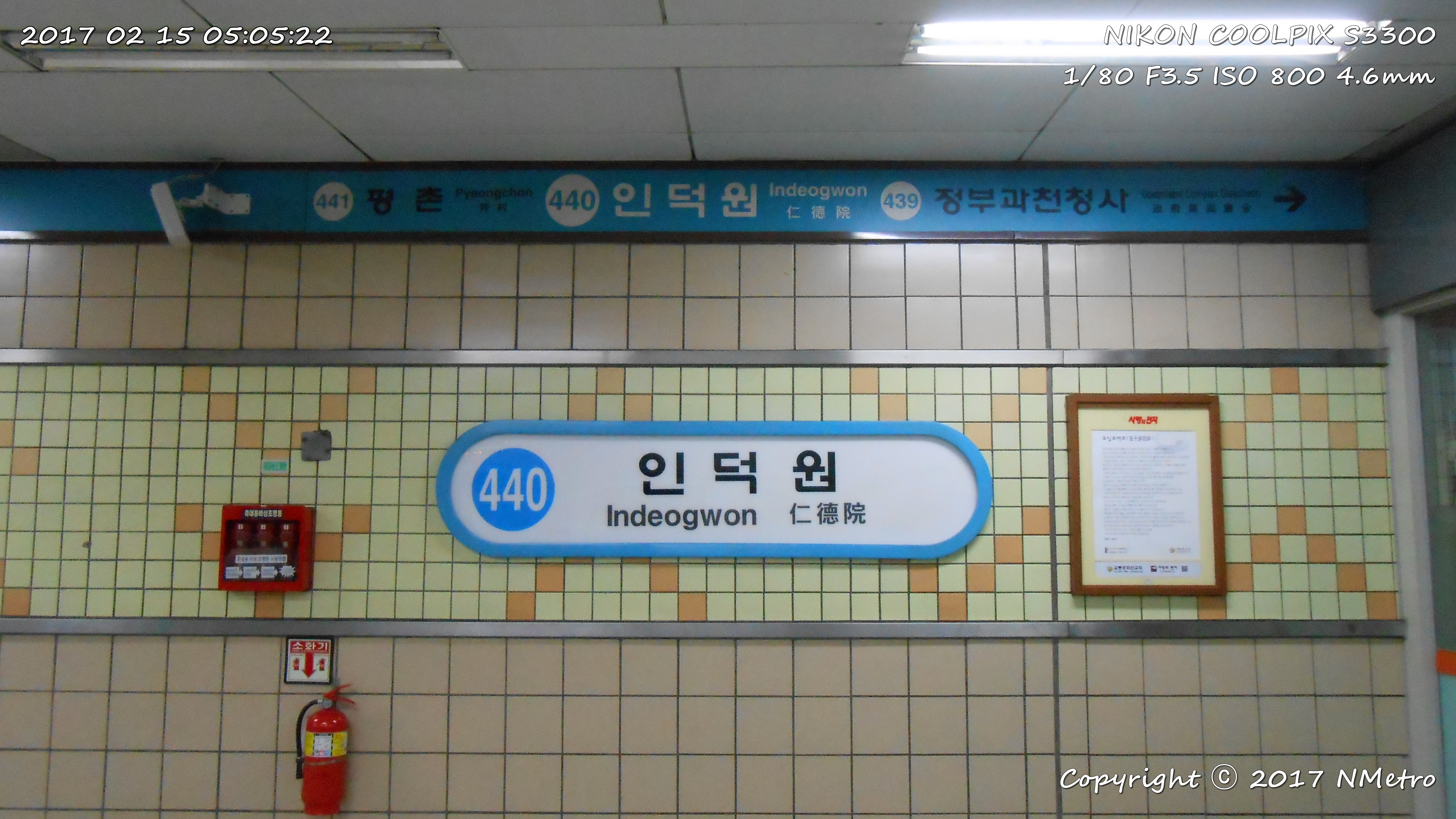
站名牌
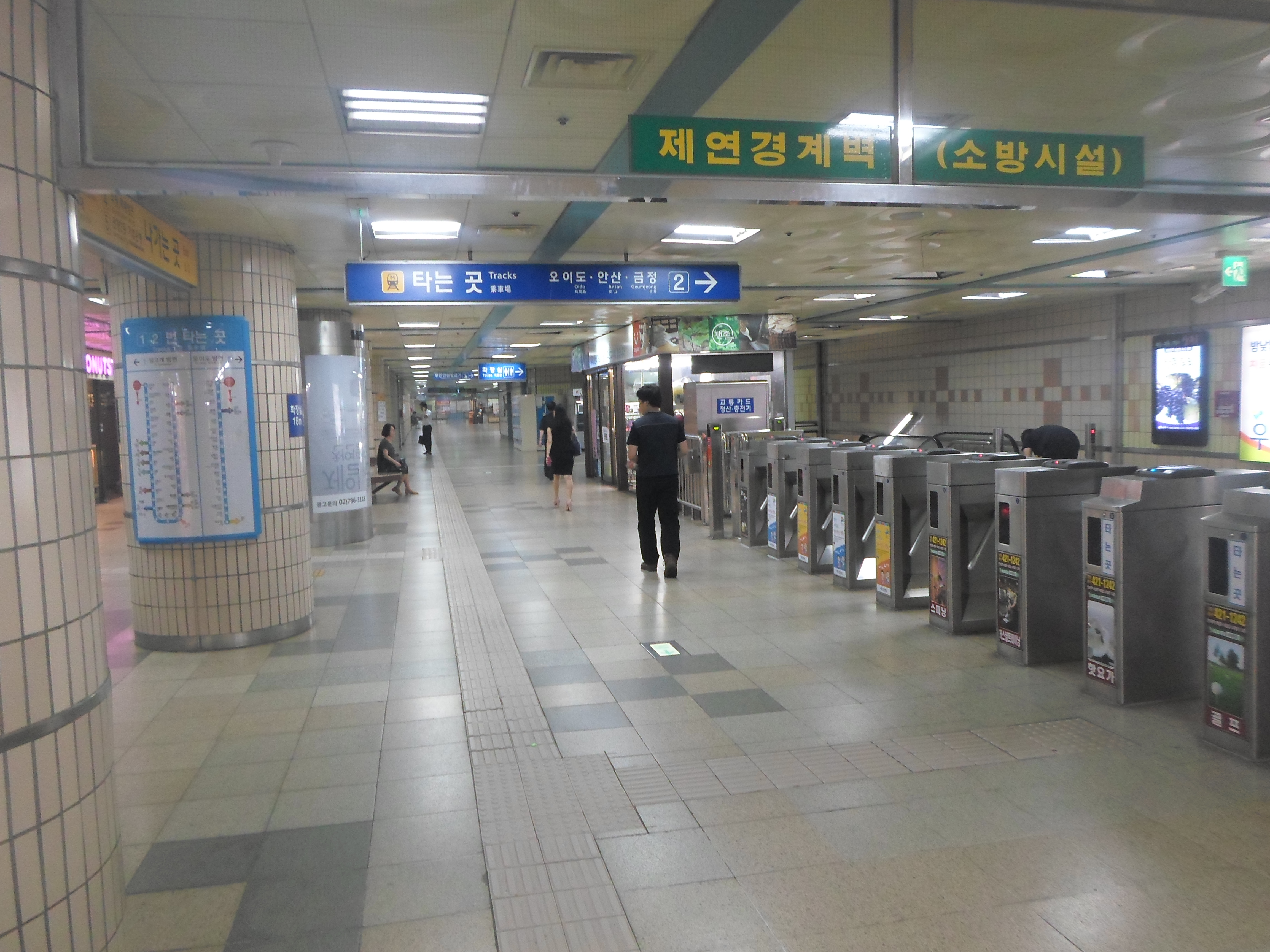
剪票閘口
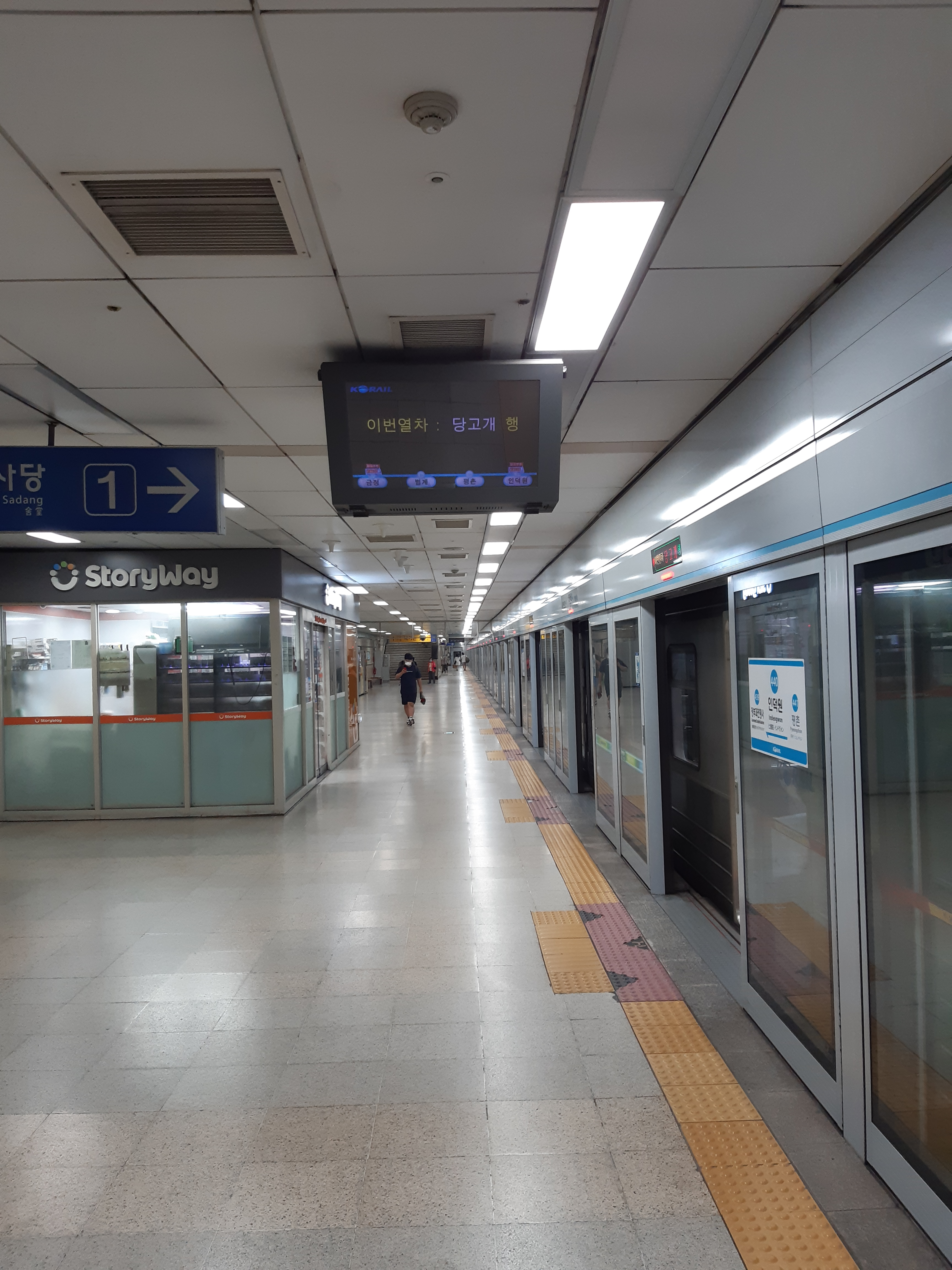
候車月台
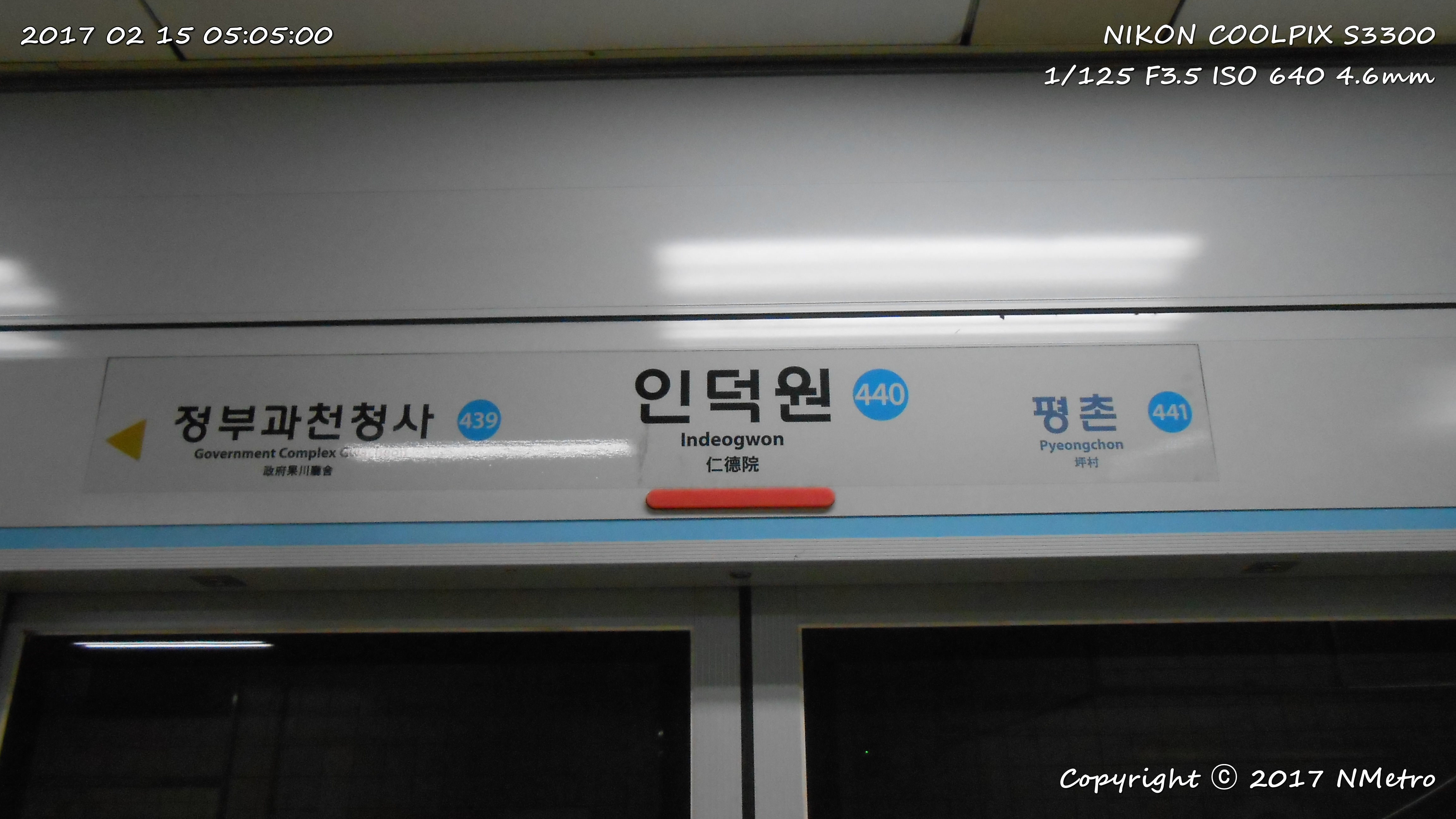
月台門資訊板
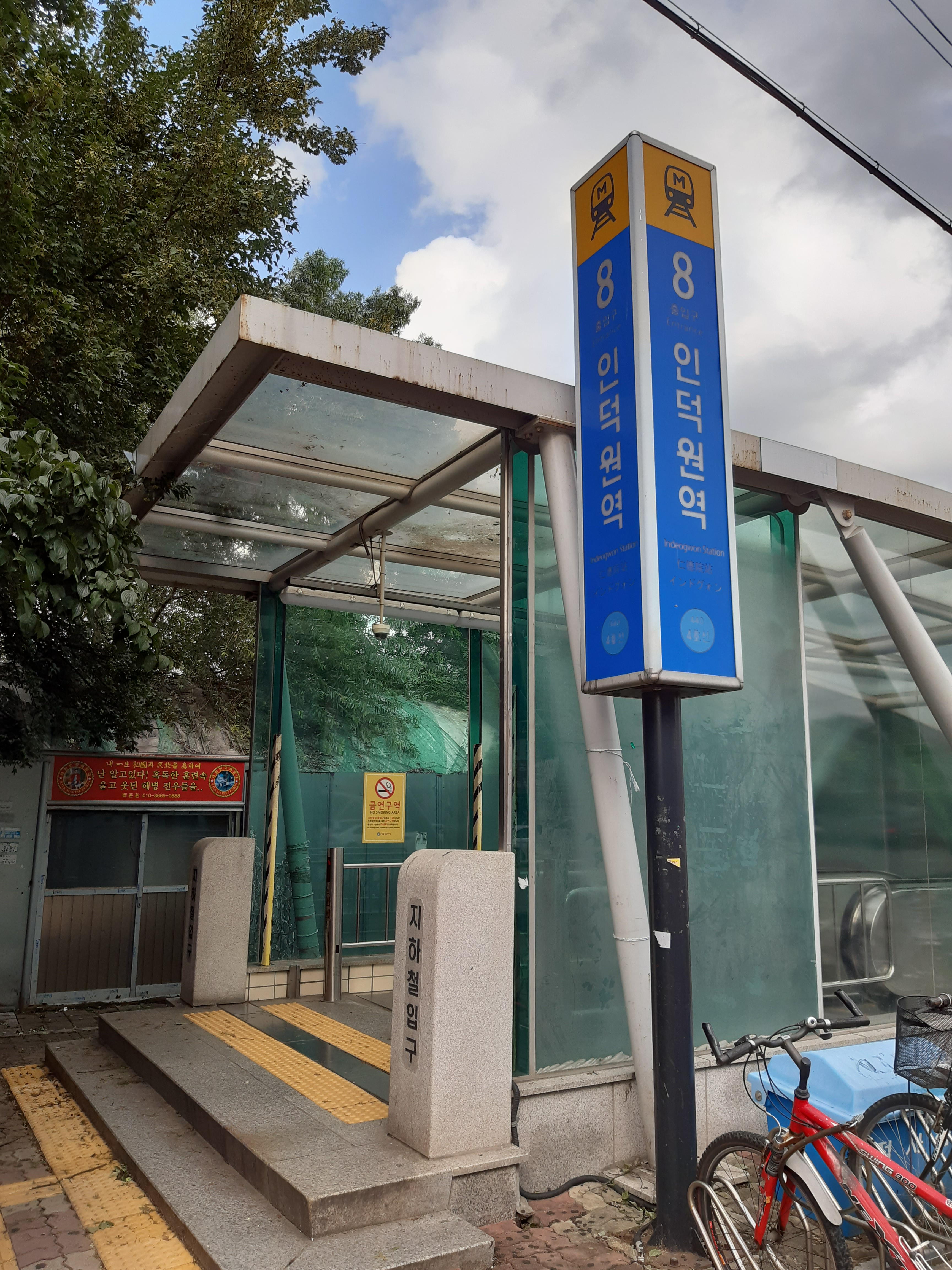
8號出口

## 相鄰車站
韓國鐵道公社
●首都圈电铁4号线
急行、緩行
政府果川廳舍（439）－仁德院（440）－坪村（441）